# 1343 هـ
1343 هـ هي سنة في التقويم الهجري امتدت مقابلةً في التقويم الميلادي بين سنتي 1924 و1925.

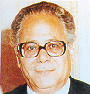
صوفي أبو طالب

## أحداث
- تأسست إمارة بارق في الدولة السعودية الثالثة في مدينة بارق

## مواليد
- أبو تراب الظاهري
- أحمد خراز - كاتب ومؤرخ وفقيه من أعيان مدينة وادي سوف في جنوب شرق الجزائر
- حيدر العمر - مخرج سينمائي عراقي.
- سعد بن جنيدل
- عبد الرزاق الحلبي
- عبد الله بن عبد العزيز آل سعود - ملك المملكة العربية السعودية
- فؤاد المهندس - ممثل كوميدي مصري
- اللواء قاسم الناصر - من رجالات الأردن
- مولود أحمد صالح - أديب وكاتب عراقي
- أبو بكر غومي
- أحمد اليماني
- أحمد بن عبد اللطيف اليحيى
- جبار طاووس الكحيلي
- جميل حمودي
- حسين أمين
- سالم الآلوسي
- صوفي أبو طالب
- عاشق إلهي البرني
- عبد الله بن حسن بن قعود
- فهد بن سعود بن عبد العزيز آل سعود
- فيصل بن سعود بن عبد العزيز آل سعود
- محمد بن علي السنوسي (شاعر سعودي)
- محمد بن فهد بن عبد الله آل سعود
- محمد عثمان الصيد
- محمد كاظم الكفائي
- محمد واعظ زاده الخراساني
- ميشال ألار

## وفيات
- أبو شيبة التميمي
- أحمد عزت العابد
- إبراهيم بن صالح بن عيسى
- رفيق العظم
- غريفيني
- فريدريش إيبرت
- كارليل هنري هيس مكارتني
- محمد شيت الجومرد
- نعوم اللبكي
- الطيب أحمد هاشم
- حسونة النواوي
- حسين الصحاف
- محمد الخالصي